# Agatha Snellen

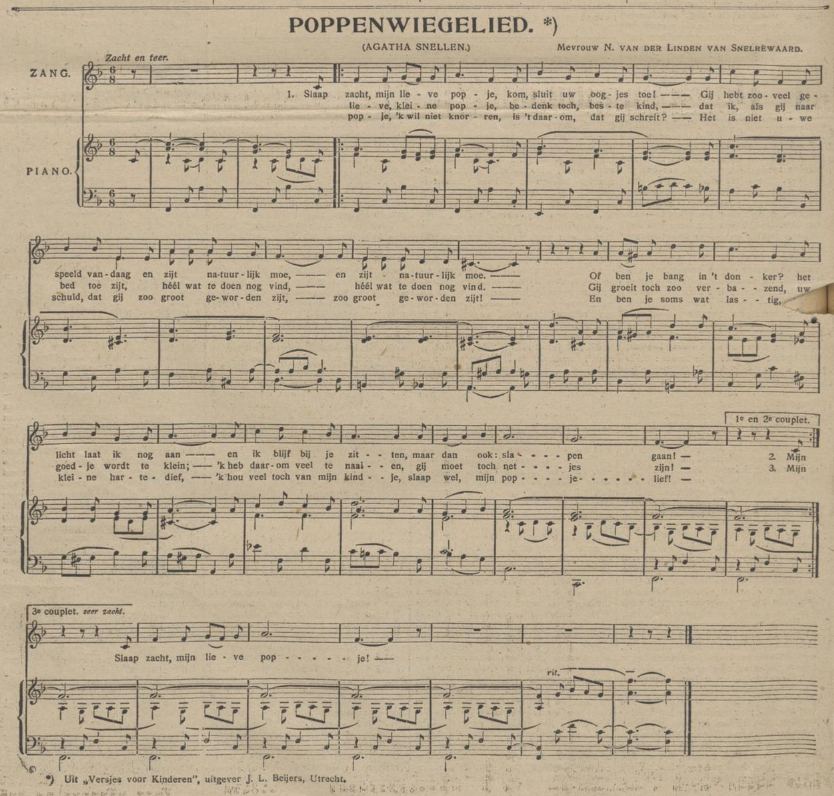
Bladmuziek van het kinderliedje Poppenwiegelied, afgedrukt in de krant Algemeen Handelsblad in 1909.

Agatha Petronella Snellen (Odijk, 18 oktober 1862 – Bilthoven 11 april 1948) was een Nederlandse onderwijzeres, schooldirectrice, pedagoge, schrijfster en tekstdichteres.
Zij richtte in 1898 een school op in Utrecht (vanaf 1914 de Schoolvereeniging Agatha Snellen genoemd), de huidige Agatha Snellenschool in de Utrechtse binnenstad. Haar pedagogische uitgangspunten daarbij waren indertijd zeer vernieuwend, zoals de afwisseling van spel en leren, en de beperkte lesduur.
Zij schreef onder meer het kinderliedje Poppenwiegelied (met muziek van Catharina van Rennes) en de muzikale vertelling In de muizenwereld (1894).

## Levensloop
Agatha Snellen was de dochter van Willem Snellen, een predikant, en Josina Brooshooft. Herman Snellen was een oom van haar.
Vanaf 1883 gaf ze enkele jaren les aan de Broedergemeenteschool voor meisjes in Zeist. Daarna verbleef ze enige tijd in Nederlands-Indië. Vanaf 1892 verschenen de eerste kinderverhalen, sprookjes en versjes van haar hand. Het boekje In de muizenwereld (1894) werd van muziek voorzien door Catharina van Rennes.
In 1898 begon Snellen met het geven van privé-les in Utrecht. Zij woonde op dat moment samen met haar moeder en een eveneens ongetrouwde zuster. Haar schrijfwerk kwam daarmee op een laag pitje te staan, pas vanaf 1924 publiceerde zij weer, onder meer verhalen in het kindertijdschrift Zonneschijn.
Eén liedje van haar hand, 'Slaap zacht, mijn lieve popje / Kom, sluit uw oogjes toe' (onder de titel Poppenwiegelied, met muziek van Catharina van Rennes) werd opgenomen in het bekende kinderliedboek Kun je nog zingen, zing dan mee! Voor jonge kinderen (1912, 7e druk 1951). Dit liedje kreeg hierdoor een langere verspreiding en ruimere bekendheid.
Tegen het einde van haar leven verhuisde zij naar Bilthoven. Daar overleed ze in 1948, na een langdurig ziekbed, in de leeftijd van 85 jaar. Ze werd begraven op de Tweede Algemene Begraafplaats in Utrecht.

## De school in Utrecht

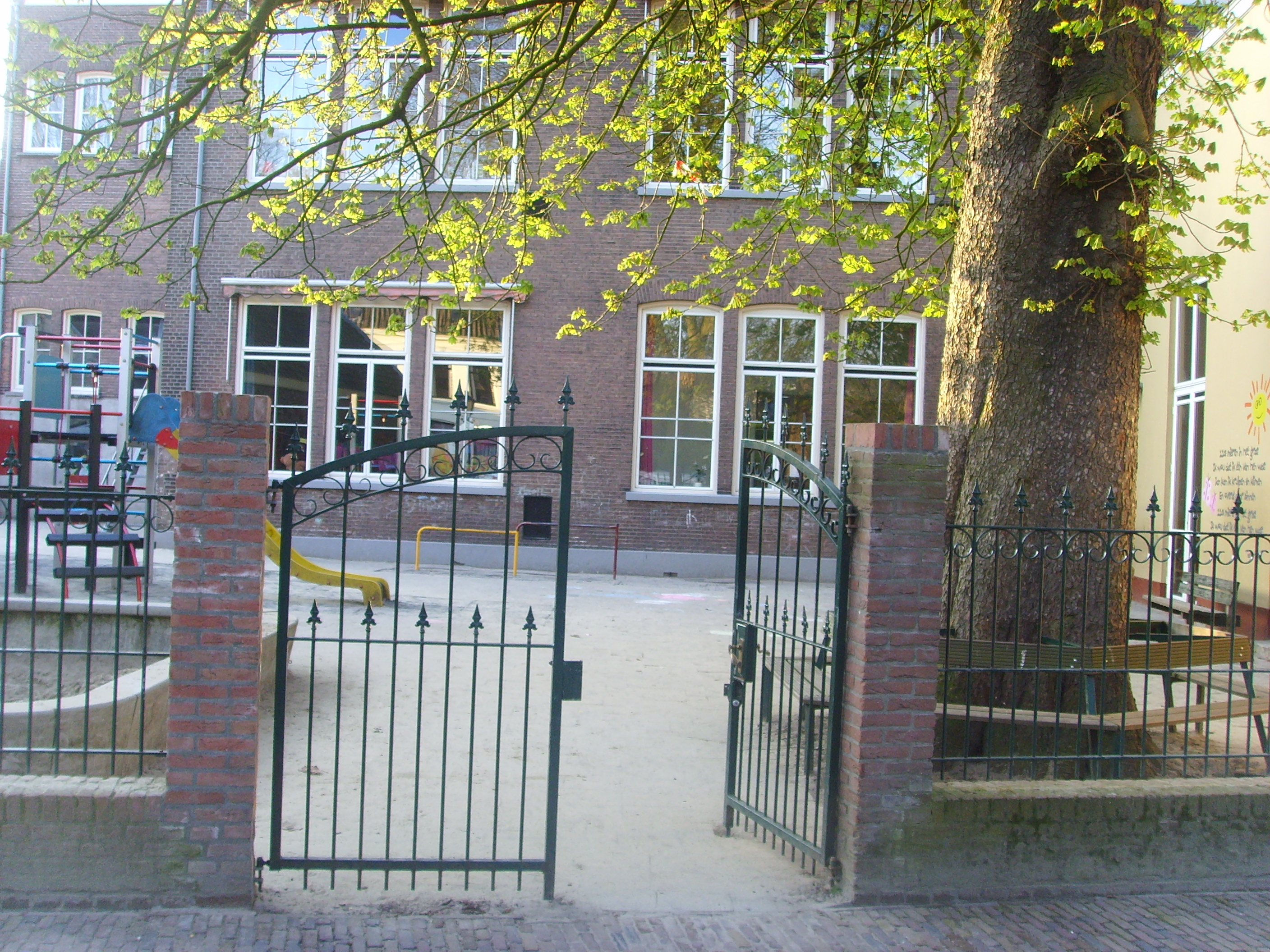
De Agatha Snellenschool in Utrecht (2009).

In 1897 verhuisde Agatha Snellen naar de Bleyenburgkade (de huidige Alexander Numankade) in Utrecht, waar zij een jaar later thuis les ging geven aan leerlingen (van 5 tot 7 jaar oud) die op school niet goed konden aarden. Haar uitgangspunten hierbij waren: persoonlijke aandacht, afwisseling van spel en leren, korte lessen (van hooguit drie kwartier) en een korte schooldag. Haar leuze was: 'Kort en goed'.
Haar school was niet confessioneel, maar neutraal. Om de school te kunnen uitbreiden verhuisde Snellen (met haar moeder en zus) naar de Biltstraat, vervolgens naar de Zuilenstraat en later naar de Koningslaan.
In 1906 telde de school tachtig leerlingen. Snellen ging zich ook op oudere leerlingen richten, met name meisjes tussen twaalf en zeventien jaar. Er kwam een kosthuis voor deze doelgroep, het Tehuis voor Schoolgaande Meisjes, aan de Maliebaan. Hier kregen zij ook dansles en toneelles.
In 1914 trad Agatha Snellen af als schooldirectrice en werd de school, aan de Zuilenstraat, beheerd door een vereniging van ouders. Deze kreeg de naam Schoolvereeniging Agatha Snellen. Het pand werd in 1924 grondig verbouwd. De kleuterklassen (de 'fröbelschool') verhuisden toen naar de Parkstraat. De school bestaat in de eenentwintigste eeuw nog altijd, onder de naam de Agatha Snellenschool aan de Nicolaasdwarsstraat.
Als pedagoge is Agatha Snellen verwant met Friedrich Fröbel en Maria Montessori.

## Uitgaven (selectie)
- Catharina van Rennes, Meizoentjes (deel 1, z.j.). Hierin 3 liedteksten van Snellen ('Dat komt er van', 'Als ik groot ben wil ik zeeman zijn' en 'Marschliedje')
- In de muizenwereld: een nieuwe vertelling aan 't klavier (1894), muziek van Catharina van Rennes
- In het woud. Cantate voor meerstemmig kinderkoor met klavier-begeleiding (z.j), muziek van P.G. van Anrooy
- Een vroolijk jaartje rond (ca. 1900)
- Catharina van Rennes, Meizoentjes (deel 2, z.j.). Hierin 2 liedteksten van Snellen ('Kleine Marie' en 'Poppenwiegelied')
- Versjes voor kinderen (ca. 1896)
- Dartele snaken: met versjes (1901)
- Piep! daar ben ik! - met versjes (ca. 1901)
- Klaproosje en Korenbloempje: een sprookje (1901)
- Ella in het feeënrijk: een sprookje (ca. 1902)
- Het prinsesje uit het tooverland (1904).
- Hartediefjes : verhalen en versjes (ca. 1904)
- Onverschillige Jaap (1905)
- Timon en Matjan, een Indisch sprookje (1924)
- Moeders bloemen - versjes (1926)
- De poppendokter en andere verhalen (1927)
- Timon's avontuurlijke vliegtochten (1928)